# Wickelgamasche

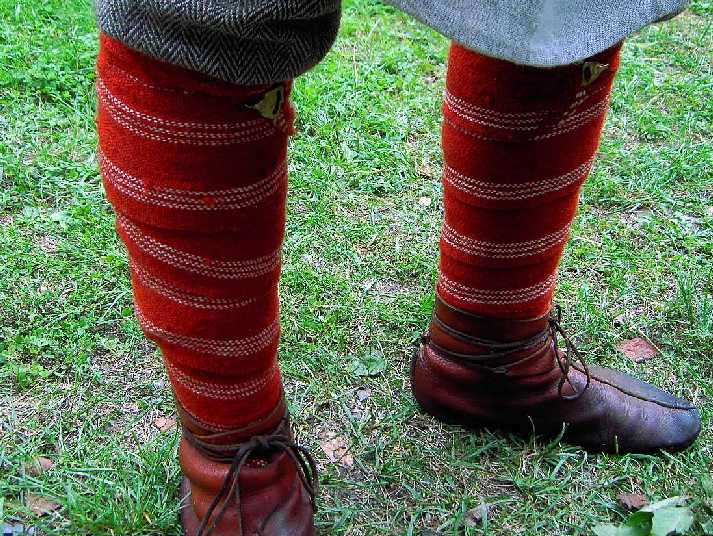
Rekonstruktionsversuch frühmittelalterliche Wickelgamaschen, mit Haken am Knie verschlossen

Wickelgamaschen, Wadenwickel,  Wadenbinden,  Beinbinden oder Beinwickel sind bindenartige, zumeist kniehohe Fuß- und Beinbekleidungsstücke aus Wolle, Leinen, Filz oder Leder. Wie die ältesten Funde zeigen, gehörten sie seit der Eisenzeit zur Tracht der Germanen.

## Beschreibung
Mit einer Wadenbinde wird der Fuß, der Unterschenkel mitsamt Hosenbein bis unterhalb des Knies eingewickelt. Als Verschluss kann bei einfachen Varianten das Ende unter die vorhergehenden Wicklungen gelegt sein oder mit einem einfachen Bändchen verschnürt werden. Bei verschiedenen germanischen Völkern wurden auch aufwendig gearbeitete Schnallengarnituren oder Haken verwendet, die aus Bronze und Silber gefertigt sein konnten. Diese Wicklungen wurden je nach Tracht, Mode und Einsatz zusätzlich noch mit Lederbändern oder Gewebebändern umbunden. Wickelgamaschen wurden ursprünglich in den Schuhen als Sockenersatz getragen und schützten gleichzeitig den Unterschenkel vor Kälte und Verletzung. Sie sind sowohl für Männer als auch für Frauen überliefert.

## Antike und Völkerwanderung

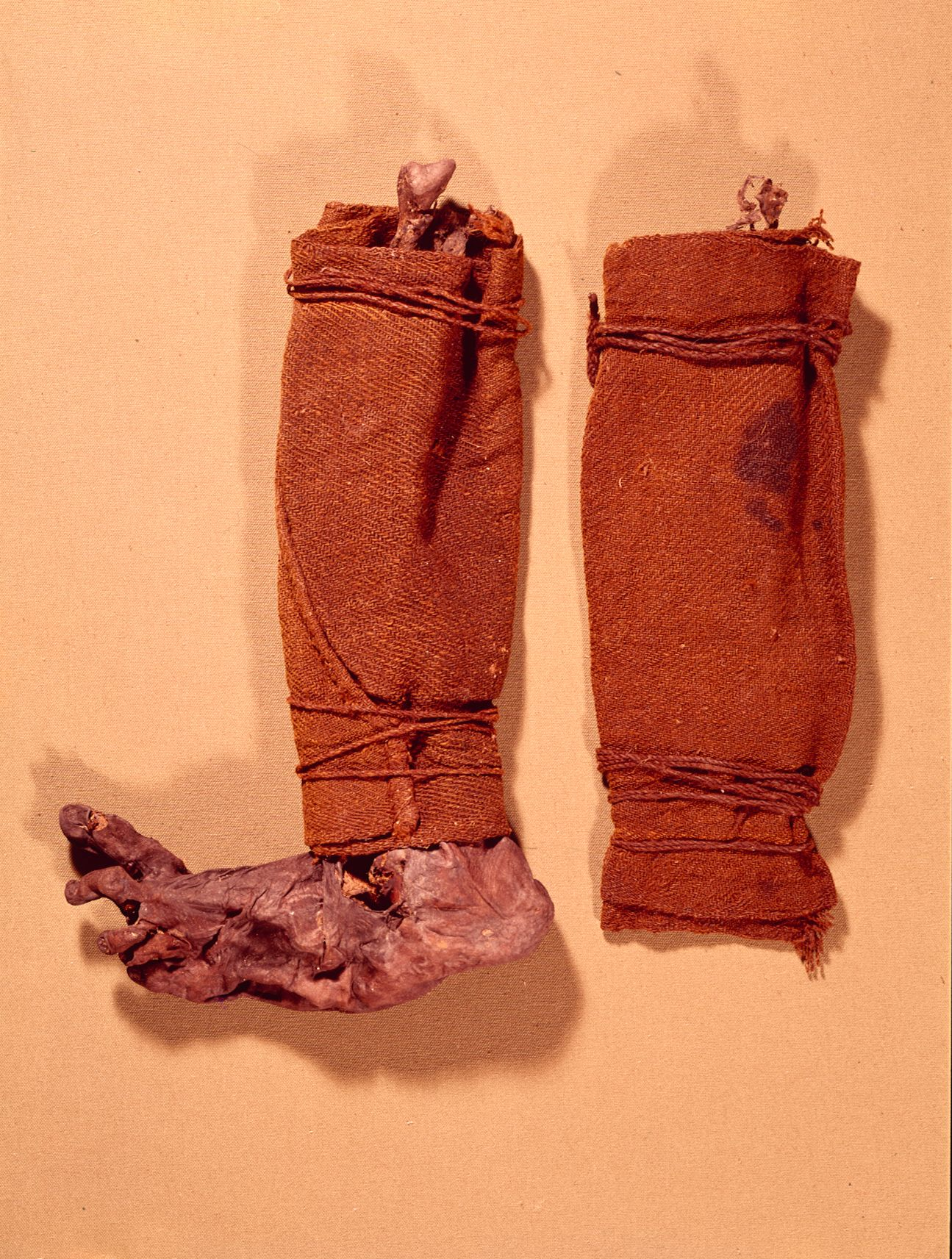
Wadenbinden der Moorleiche von Søgårds Mose, Dänemark, aus der älteren Eisenzeit

Funde von Schnallengarnituren oder Haken, zumeist in Gräbern, belegen den Gebrauch der Wadenwickel durch die Germanen der Eisenzeit bis ins Mittelalter. Textile Überreste konnten u. a. bei den germanischen Moorleichen von Damendorf aus dem 2./3. Jahrhundert, Obenaltendorf aus dem 3. Jahrhundert, Bernuthsfeld aus dem 8. Jahrhundert und aus dem Thorsberger Moor, etwa 3./4. Jahrhundert, nachgewiesen werden. 
Wie Funde und spätrömische Mosaike zeigen, wurden die Wickelgamaschen (lat. fasciae crurales) von den Römern übernommen und unter anderem bei der Jagd verwendet. Einen standardisierten, vorschriftsmäßigen Gebrauch beim römischen Militär hat es nicht gegeben. Erhaltene Soldatenbriefe vom Hadrianswall belegen jedoch den individuellen Gebrauch, den das römische Militär bei entsprechender Witterung oder für spezielle Einsätze zuließ. Bei der zugewanderten römischen bzw. romanisierten Zivilbevölkerung blieben sie ebenfalls durchweg in Gebrauch und wurden durch die Besatzer über die gesamte damals bekannte Welt verbreitet. Nach dem Untergang Westroms blieben sie daher auch im Byzantinischen Reich und damit in Kleinasien in Gebrauch.
Speziell bei den Alemannen, (Ost-)Franken und Bajuwaren geht die Wissenschaft davon aus, dass Wadenbinden im 6. Jahrhundert auch von wohlhabenden Frauen getragen wurden, jedoch nach Fundlage zum damaligen Zeitpunkt zumindest bei nicht unbedeutenden Teilen der Alemannen kein fester Bestandteil der Tracht waren. Insgesamt scheinen Wickelgamaschen jedoch speziell für bajuwarische und auch alemannische Frauen typisch gewesen zu sein.
In Bajuwarengräbern des 6. Jahrhunderts fand man auch silberne Riemenzungen von Wadenwickeln. Solch kostbare Details waren natürlich nicht allgemein üblich, sondern wurden nur von einem auserlesenen Kreis getragen.
Die für die Franken am häufigsten genannte Farbe der Wickelgamaschen ist Rot. Von derselben Farbe waren auch die Wadenbinden der nach Germanien eingewanderten Wenden, welche dieses Textilstück übernahmen. Wie Ausgrabungen im Raum Berlin zeigten, gehörten während der Völkerwanderungszeit Wickelgamaschen auch bei den Wenden zum allgegenwärtigen Gebrauch.
Die der langobardischen Tracht zugeschriebenen weißen Wadenwickel, wurden zur Zielscheibe des Spottes eines anderen germanischen Volkes, der Gepiden.

## Mittelalter
Auch auf dem Teppich von Bayeux, der die Eroberung Englands durch die Normannen im Jahr 1066 zeigt, sind Wadenwickel noch deutlich zu erkennen. Im weiteren Verlauf des Mittelalters verliert sich die Spur ihres Gebrauchs in Europa. Nur in einigen lokalen Trachten, wie in Griechenland, haben sich Beinbinden teilweise bis heute erhalten.
In der norwegischen Bjarnar saga (um 1220) werden Wickelgamaschen sogar zu einem verehrungswürdigen Relikt: Der Legende nach werden Olafs Beinbinden nach seinem Tod von Björn bis zu dessen Ende weitergetragen und ihm mit ins Grab gelegt. Nach vielen Jahren werden diese Gamaschen unzerstört in dem Grab aufgefunden und zu Teilen eines Messgewandes verarbeitet.

## Neuzeit

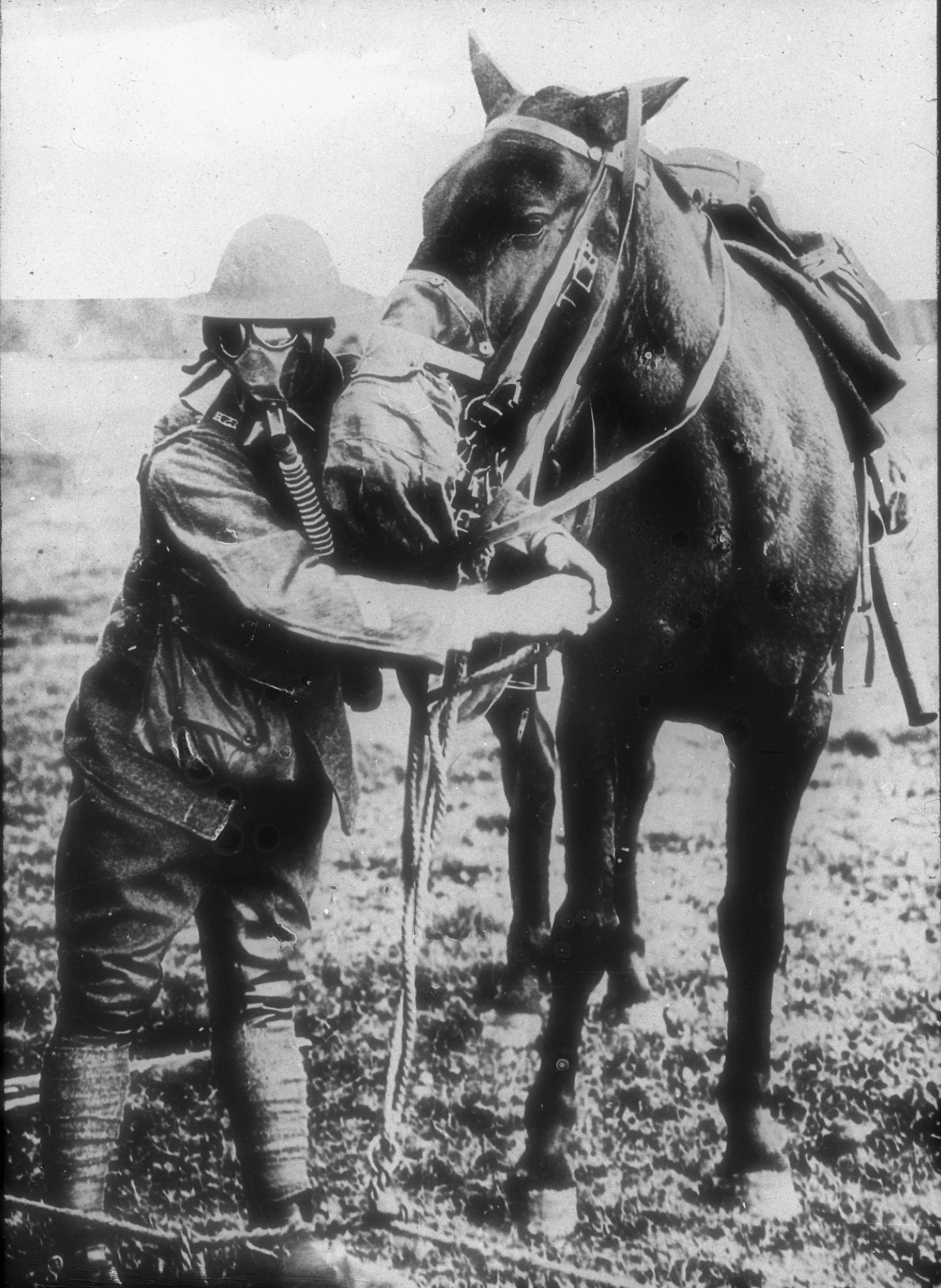
AEF-Kavallerist mit Wickelgamaschen 1918

Vor 1900 entdeckte das Militär die kniehohe Wickelgamasche erneut. Anscheinend wurden damit in den europäischen Kolonien zunächst vorrangig einheimische Hilfstruppen und Polizeikräfte eingekleidet. So sind sie 1896 für britische einheimische Kombattanten im Ashantiland belegt. 1899/1900 wurde die in der deutschen Kolonie Kiautschou aufgestellte chinesische Gendarmerie mit dunkelblauen (Sommer) bzw. dunkelgraublauen (Winter) kniehohen Wickelgamaschen ausgerüstet. 
In China waren Beinbinden nicht unbekannt, wie historische Zeichnungen deutlich machen. Möglicherweise gab es hier eine Parallelentwicklung zur germanischen Bekleidung. Auch heute noch gehören Wickelgamaschen zur Tracht einiger chinesischer Minderheiten wie den Miao, Qian und Lhoba. Auch aus Korea sind Wickelgamaschen belegt.
1902 führte die britische Armee – als erste europäische Streitmacht – zu ihrer neuen khakifarbenen Uniform farblich entsprechende, ebenfalls kniehohe Beinbinden ein. Im Ersten Weltkrieg gehörten sie zur militärischen Ausrüstung der Soldaten fast aller kriegführender Länder. Auch bei den deutschen Luftstreitkräften wurden zumindest teilweise Wickelgamaschen getragen. Das Verordnungsblatt des Königlich-bayerische Kriegsministeriums stellte 1916 dazu fest: „Nach den bisherigen Kriegserfahrungen hat sich das Tragen von Beinbinden im Flugzeug als zweckmäßig erwiesen.“
Im Zweiten Weltkrieg wurden Wickelgamaschen in einer gekürzten Version bei den deutschen Gebirgsjägern und in der polnischen Armee getragen, während die italienischen Alpini, die französische Infanterie sowie die japanische Armee bei der kniehohen Variante blieben.
Nach dem Ende des Zweiten Weltkriegs verschwand die Wickelgamasche relativ schnell aus dem militärischen Gebrauch und wird heute hauptsächlich im Bereich des Pferdesports für die Fesseln der Tiere verwendet.